# اتو مارتویگ
اتو مارتویگ (انگلیسی: Otto Martwig; ۲۴ فوریهٔ ۱۹۰۳ – مه ۱۹۴۵ (aged 42)) بازیکن فوتبال اهل آلمان بود.
از باشگاه‌هایی که در آن بازی کرده‌است می‌توان به باشگاه فوتبال یونیون برلین اشاره کرد.
وی همچنین در تیم ملی فوتبال آلمان بازی کرده‌است.